# Amir Zargari
Amir Zargari, né le 31 juillet 1980 à 	Khomein, est un coureur cycliste iranien. Il s'est classé troisième de l'UCI Asia Tour 2011.

## Palmarès sur route

### Par années
- 2005
  - 2e du championnat d'Iran sur route
  - 2e du championnat d'Iran du contre-la-montre
- 2006
  - 3e étape du Kerman Tour
  - 7e étape du Tour d'Azerbaïdjan
  - 2e étape du Tour de Java oriental
- 2007
  - 2e étape du Tour of Milad du Nour
- 2008
  - 2e étape du Kerman Tour (contre-la-montre par équipes)
  - 2e du Tour d'Indonésie
- 2009
  - 2e du Tour de Singkarak
  - 2e du championnat d'Iran du contre-la-montre
- 2010
  - 1re étape du Kerman Tour (contre-la-montre par équipes)
  - 2e étape du Tour d'Azerbaïdjan
  - 2eb et 4e étapes du Tour de Singkarak
  - 2e du Tour d'Azerbaïdjan
  - 3e du Kerman Tour
  - 3e du Tour de Singkarak
- 2011
  - Tour de Singkarak :
    - Classement général
    - 2e et 5e étapes

  - 3e du Milad De Nour Tour
  - 3e du Tour des Philippines
  - 3e de l'International Presidency Tour
- 2012
  - 2e du championnat d'Iran sur route
- 2013
  - 2e du championnat d'Iran sur route
  - 2e du championnat d'Iran du contre-la-montre
  - 2e du Taiwan KOM Challenge
- 2014
  - Classement général du Tour de Singkarak
  - 3e du championnat d'Iran du contre-la-montre
  - 3e du Tour de l'Ijen
- 2015
  - 2e étape du Tour de Singkarak
  - 2e du Tour de Singkarak

### Classements mondiaux
| Année           | 2005 | 2006  | 2007 | 2008 | 2009 | 2010 | 2011 | 2012 | 2013 | 2014 |
| --------------- | ---- | ----- | ---- | ---- | ---- | ---- | ---- | ---- | ---- | ---- |
| UCI Asia Tour   | 14e  | 15e   | 56e  | 142e | 11e  | 6e   | 3e   |      | 58e  | 25e  |
| UCI Europe Tour | 878e | 1162e |      |      |      |      |      |      |      |      |

## Palmarès sur piste

### Championnats d'Asie
| - Maebashi 1999 - Médaillé de bronze de la poursuite par équipes - Kaohsiung-Taichung 2001 - Médaillé d'argent de l'américaine - Médaillé de bronze de la course par élimination - Bangkok 2002 - Champion d'Asie de la course par élimination - Médaillé d'argent de la poursuite par équipes - Changwon 2003 - Médaillé d'argent de la poursuite par équipes - Médaillé d'argent de la course par élimination - Médaillé de bronze de l'américaine - Yokkaichi 2004 - Champion d'Asie de la course par élimination - Médaillé d'argent de la poursuite par équipes - Ludhiana 2005 - Médaillé d'argent de la poursuite par équipes | - Kuala Lumpur 2006 - Médaillé d'argent de la poursuite par équipes - Médaillé de bronze de l'américaine - Bangkok 2007 - Médaillé d'argent de la poursuite par équipes - Médaillé de bronze de la poursuite - Médaillé de bronze de l'américaine - Nara 2008 - Médaillé d'argent de la poursuite par équipes - Charjah 2010 - Médaillé d'argent de la course aux points - Kuala Lumpur 2012 - Médaillé de bronze de l'américaine - Nakhon Ratchasima 2015 - Médaillé d'argent de l'américaine |  |

### Jeux asiatiques
- Bangkok 1998
  -  Médaillé de bronze de la course aux points
- Busan 2002
  -  Médaillé d'argent de la poursuite par équipes
- Doha 2006
  -  Médaillé d'argent de la poursuite par équipes
  -  Médaillé de bronze de l'américaine